# Warlingham

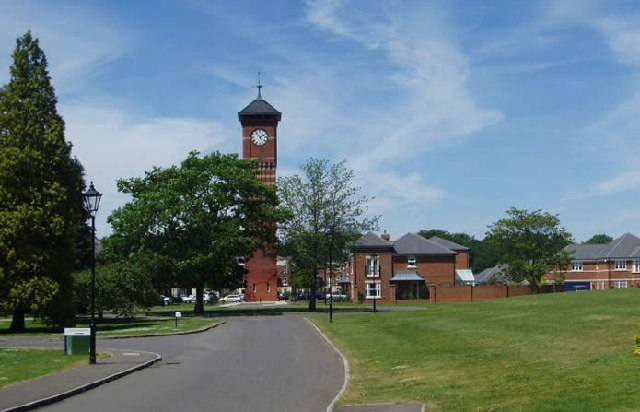
Warlingham park.

Warlingham sur les North Downs est un grand village situé au sud-est de Londres dans le district de Tandridge dans le Surrey.  Faute de marché historique, ainsi que les appartements (largement) ou son propre aire urbaine le lieu ne s'appelle pas authentiquement une ville en Angleterre.
L'église de cette paroisse est large et en moellons avec de majestueuses pierres d'angle.
Plusieurs grandes écoles et quelques anciens asiles existent dans le quartier, opportunément reconvertis en logements.
Le sport se pratique sous plusieurs formes, dont le football organisé figure en bonne place et il y a plusieurs sentiers pédestres, pistes cyclables et quelques salles de fitness bien équipées et fréquentées.
Dans le village rural voisin de Chaldon se trouve une église de style doucement romane qui abrite une peinture murale détaillée du début du Moyen Âge représentant clairement l'enfer et l'échelle vers le ciel en rouge.  Les autres dépendances de cette église sont également intéressantes.
L'endroit a nominalement sa propre gare, très proche de Whytelafe (et ses deux gares aussi) dans sa côté ouest (en bas) et qui se connecte au centre de Londres en 30 à 35 minutes environ.  Il y a peu de logements sociaux, les autorités d'hier ont davantage concentrées ces-ci sur les grandes villes du Surrey et de l'ancien Surrey plus connectées telles que Croydon tout près en bas.

## Population
La population était de 7 970 habitants en 2001. Le club sportif de Warlingham date de 1856.

## Monumentss

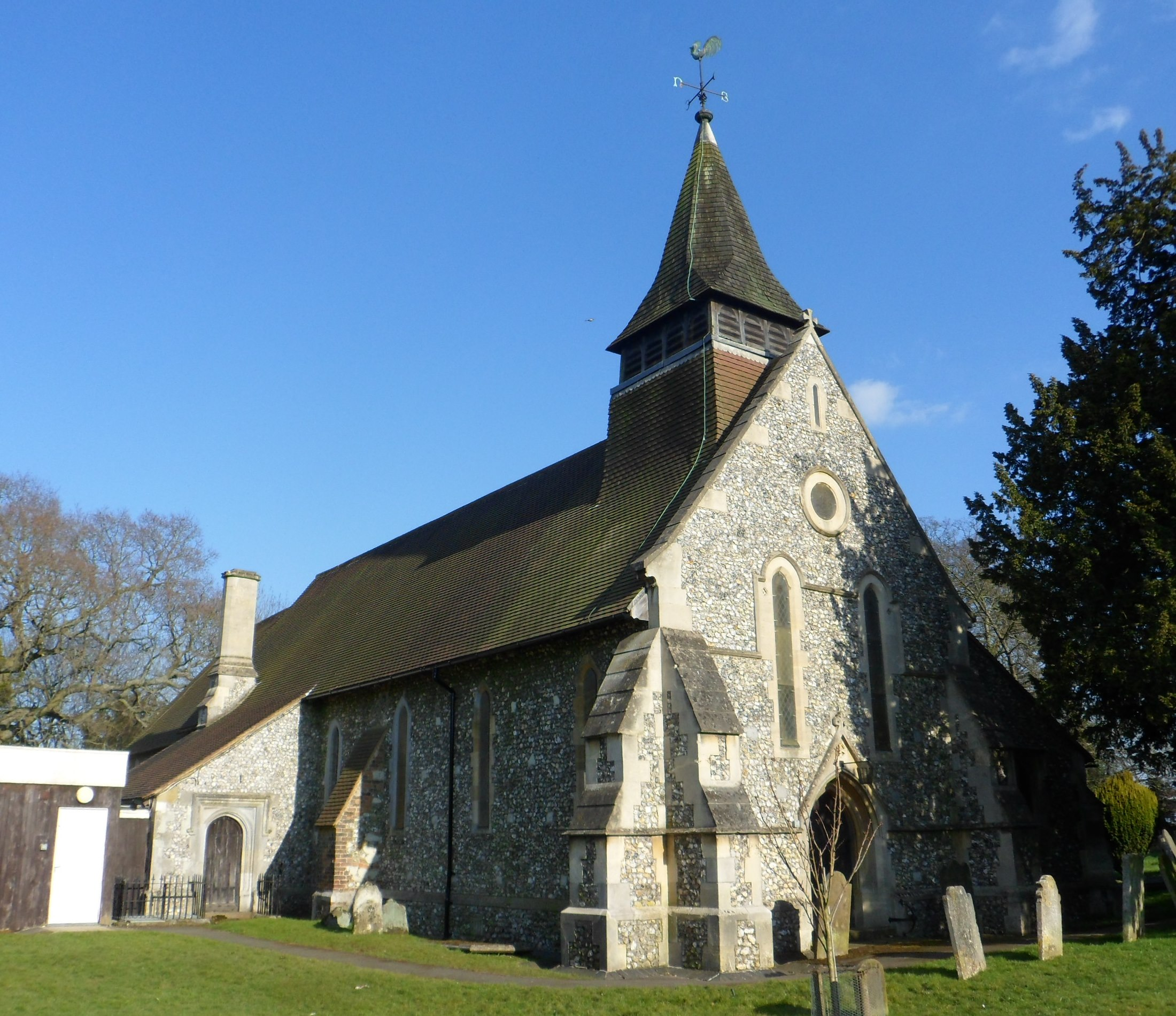
All Saints' Church.

Parmi les monuments de la ville, on compte l'église All Saints Church dont les fondations datent du XIIIe siècle.